# 忠靈塔

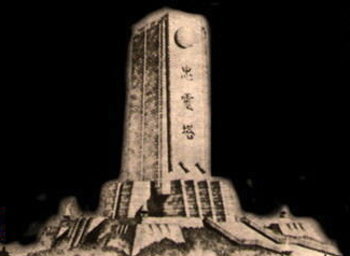
香港忠靈塔（構想圖，沒有建成）

忠靈塔，是一种纪念用建筑，用以纪念为国捐躯的将士。
近代亚洲地区随着日本曾经的侵略，许多地区有纪念日本侵略军的忠灵塔，较为著名的有新京忠灵塔、齐齐哈尔忠灵塔等。不過，這些忠靈塔的存在具有爭議性，在曾被日本侵略的國家中認爲是日本帝國主義侵略鄰國史實的鐵證。

## 紀念本國軍人的忠靈塔

### 中華民國（台灣）
中華民國政府在台灣為中華民國國軍興建了專門的靈骨塔，有臺北（位於新北市中和區）、彰化（彰化縣彰化市八卦山風景區）以及高雄（高雄市鳥松區澄清湖風景區）等址。

## 日本以外跟日本軍人相關的忠靈塔

### 中國大陸
中国大陸境內有13座忠灵塔：
- 1905-1935年 （主要安置日俄战争陣亡者）
  - 旅顺忠灵塔
  - 大连忠灵塔
  - 辽阳忠灵塔
  - 奉天忠灵塔
  - 安东忠灵塔
- 1935-1939年 （主要安置九一八事变陣亡者）
  - 新京忠灵塔
  - 哈尔滨忠灵塔
  - 齐齐哈尔忠灵塔
  - 承德忠灵塔
  - 海拉尔忠灵塔
- 1939年以后 （主要安置中日战争陣亡者）
  - 北京忠灵塔
  - 上海忠灵塔
  - 张家口忠灵塔

### 香港
位於香港的忠靈塔已於重光後被拆卸，遺址位於港島的馬己仙峽道。

### 台灣
在台灣有臺南忠靈塔。